# Museo del Prat
El Museo del Prat, en el Prat de Llobregat (Bajo Llobregat), fue creado en 1962 por iniciativa del Ayuntamiento con la voluntad de recuperar el patrimonio histórico y natural del municipio. Tiene su sede en la Torre Balcells, un edificio de mediados del siglo XIX que reunía el uso agrícola con el de casa de veraneo. El Museo del Prat, que está integrado en la Red de Museos Locales de la Diputación de Barcelona, se trasladará en los próximos años a un edificio de nueva construcción.
La exposición permanente, remodelada en 1996, tiene por eje vertebrador el proceso de formación y transformación del delta del Llobregat.